# 빈 이슬람 센터

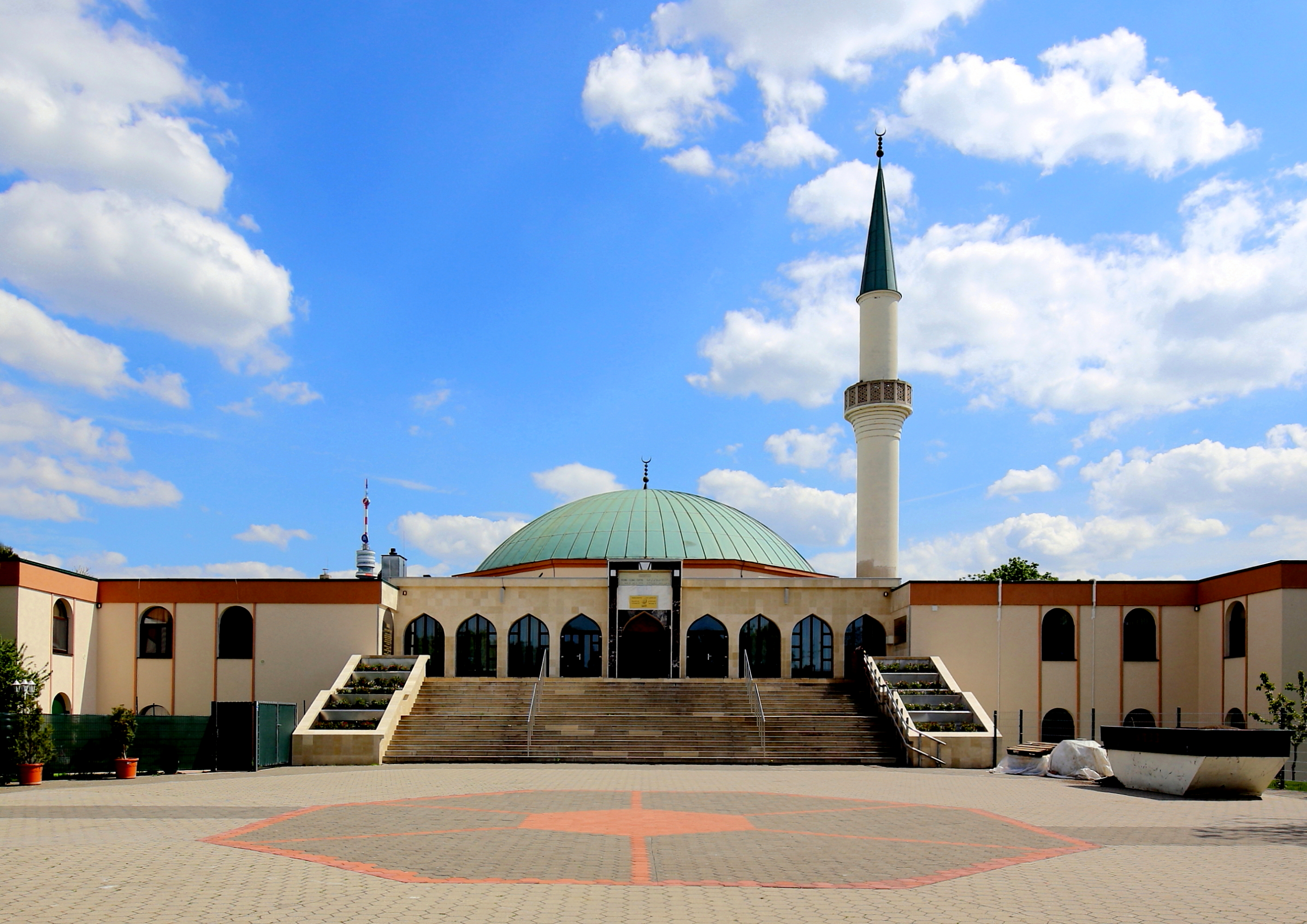
빈 이슬람 센터

빈 이슬람 센터(독일어: Islamisches Zentrum Wien)는 오스트리아 빈 플로리츠도르프에 있는 모스크다. 오스트리아 최대 모스크다. 미나렛은 높이가 32 미터 (105 피트)고 돔은 높이가 16 미터 (52 피트)이며 지름은 20 미터 (66 피트)다.